# Relicina incongrua
Relicina incongrua är en lavart som beskrevs av Hale. Relicina incongrua ingår i släktet Relicina och familjen Parmeliaceae.   Inga underarter finns listade i Catalogue of Life.